# Calcul séquentiel
En informatique, le calcul séquentiel consiste en l'exécution d'un traitement étape par étape, où chaque opération se déclenche que lorsque l'opération précédente est terminée, y compris lorsque les deux opérations sont indépendantes.
Le calcul séquentiel s'oppose au calcul parallèle, où plusieurs opérations peuvent être simultanées.
Il s'agit du mode de traitement le plus fréquemment utilisé, car compatible avec n'importe quel type d'opération.
Il est cependant limité par la puissance des calculateurs, là où le calcul parallèle n'est limité que par le nombre de calculateurs.